# Данжер, Анри Камиль
Анри Камиль Данжер (31 января 1857, Париж — 1937, fr:Fondettes) — французский художник.

## Биография
Уроженец Парижа. Ученик Жана-Леона Жерома и Эме Милле. С 1886 году выставлялся на Парижском Салоне, а уже в следующем, 1887 году, выиграл Римскую премию. В 1893 году он получил медаль Салона (II степени), а на Всемирной выставке 1900 года — cеребряную медаль. В 1903 году художник стал кавалером ордена Почётного легиона.
Несмотря на изменение вкусов публики, Данжер продолжал выставляться на Салоне как минимум до конца 1920-х годов. Он также занимался разработкой дизайна гобеленов для старейшей французской гобеленовой мануфактуры.
В фокусе внимания Данжера-живописца находились картины на исторический (чаще всего, античный) или мифологический сюжет, которые привлекали внимание современников своей продуманной композицией и высококлассным реалистическим исполнением.

## Галерея

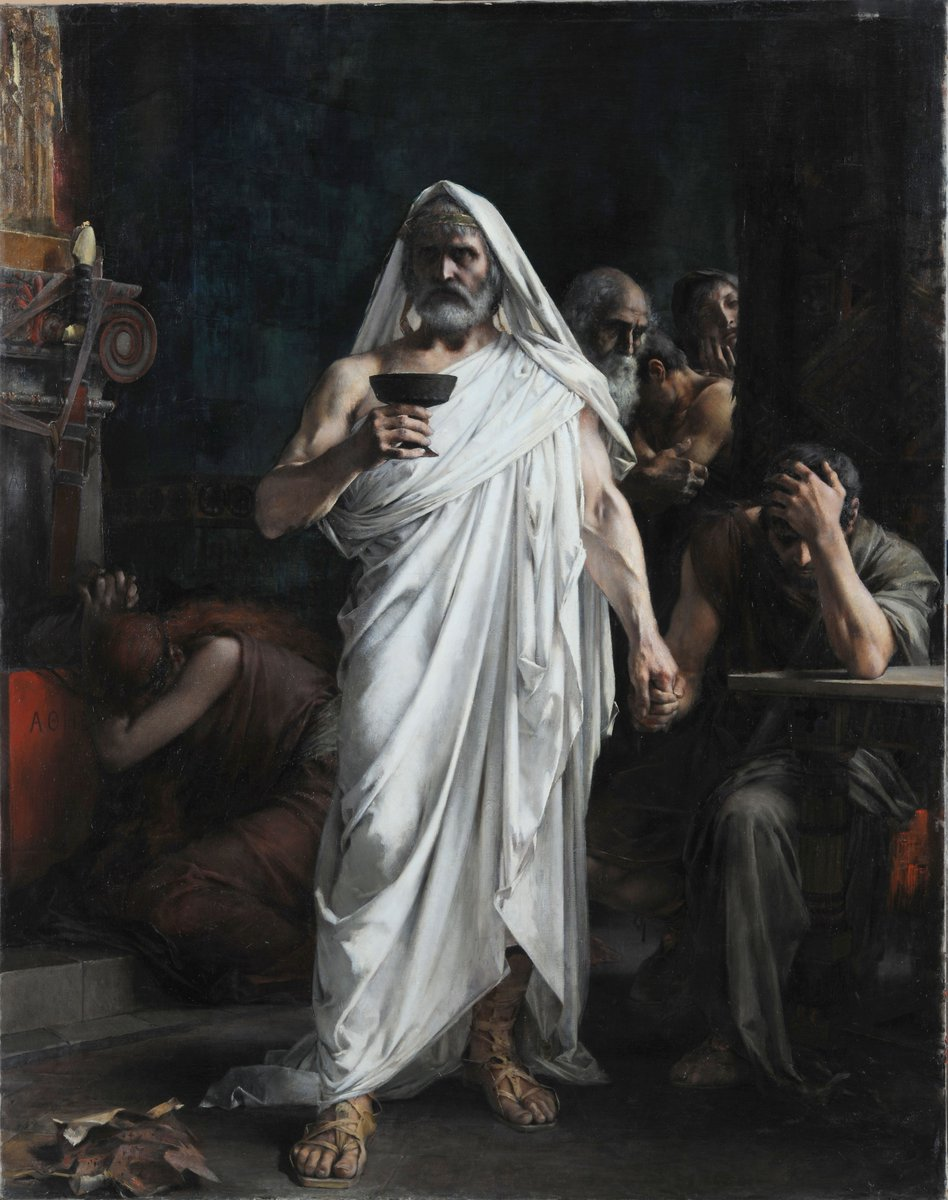
Фемистокл выпивает чашу с ядом (Римская премия 1887 года).
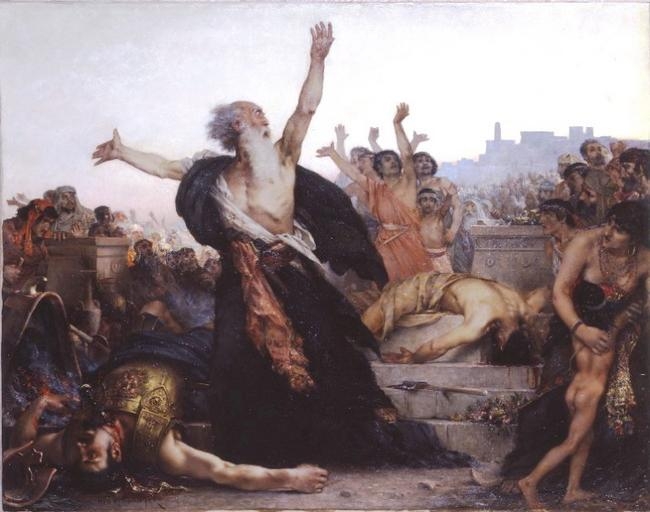
Маттафия Хасмоней призывает народ к восстанию.
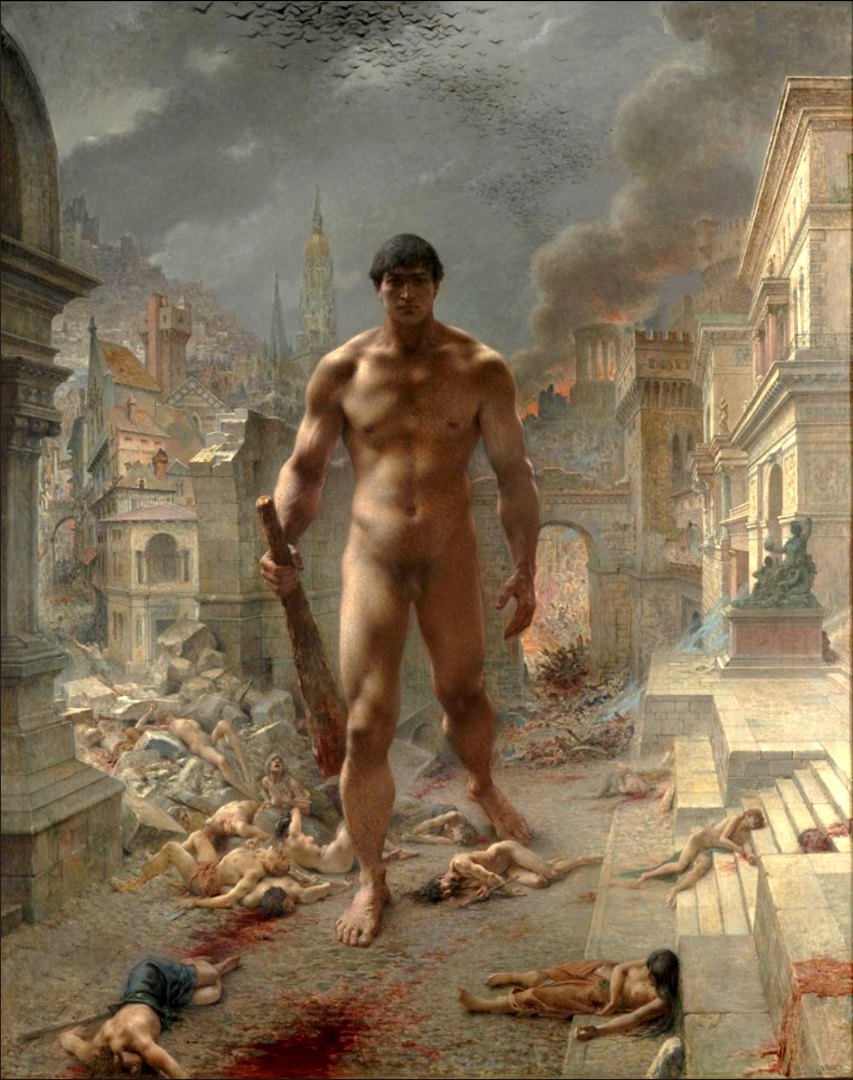
Проклятие! (Fléau!), 1901, Музей Орсе.
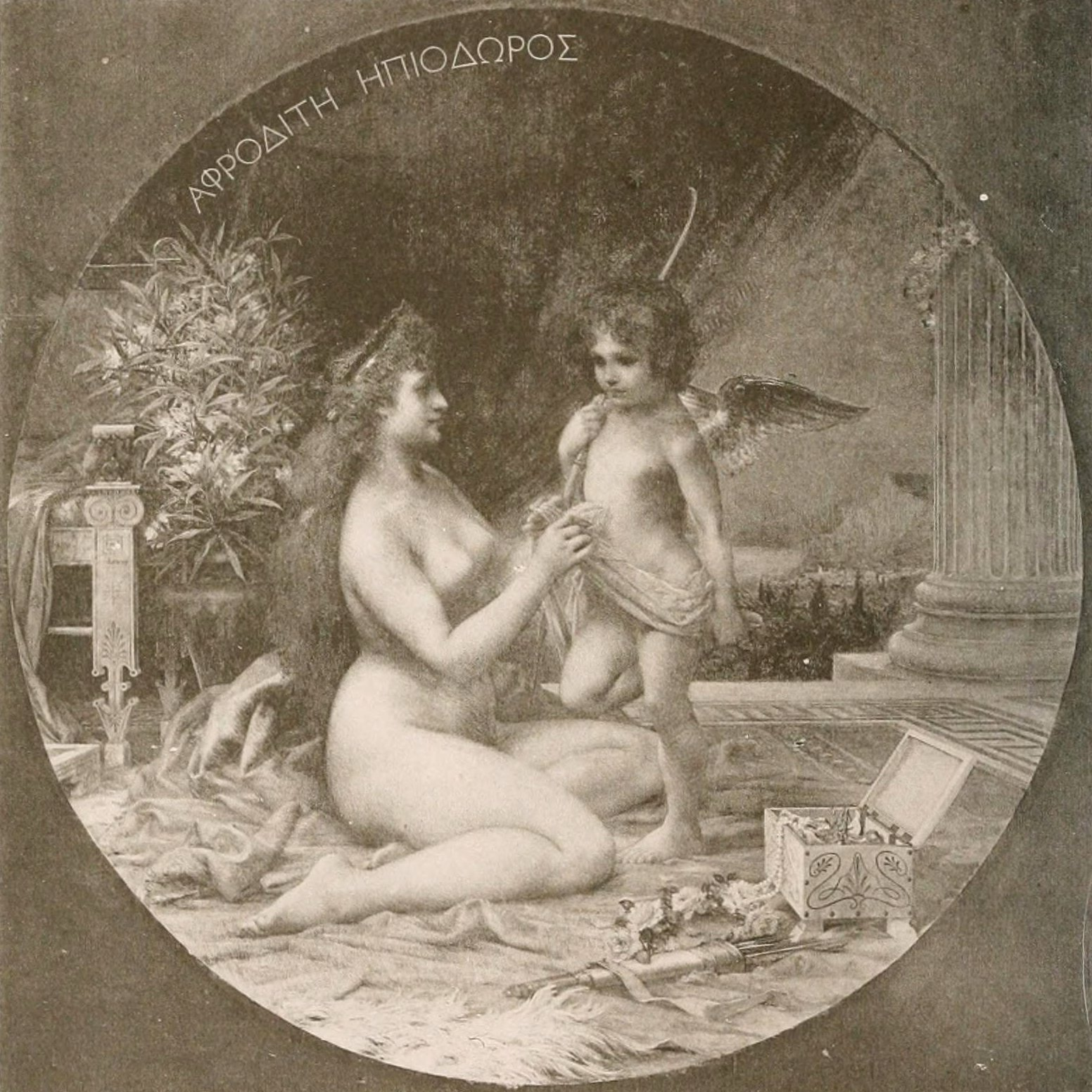
Венера-Мать.
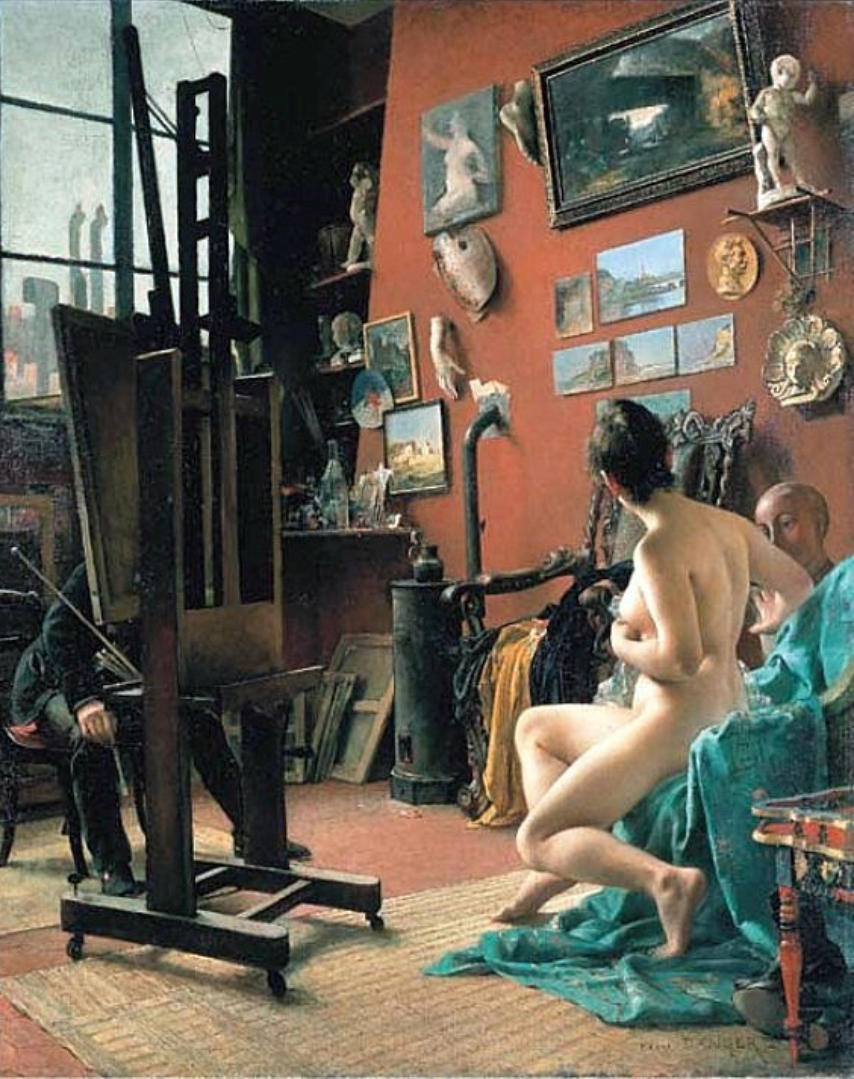
В студии друга-художника.
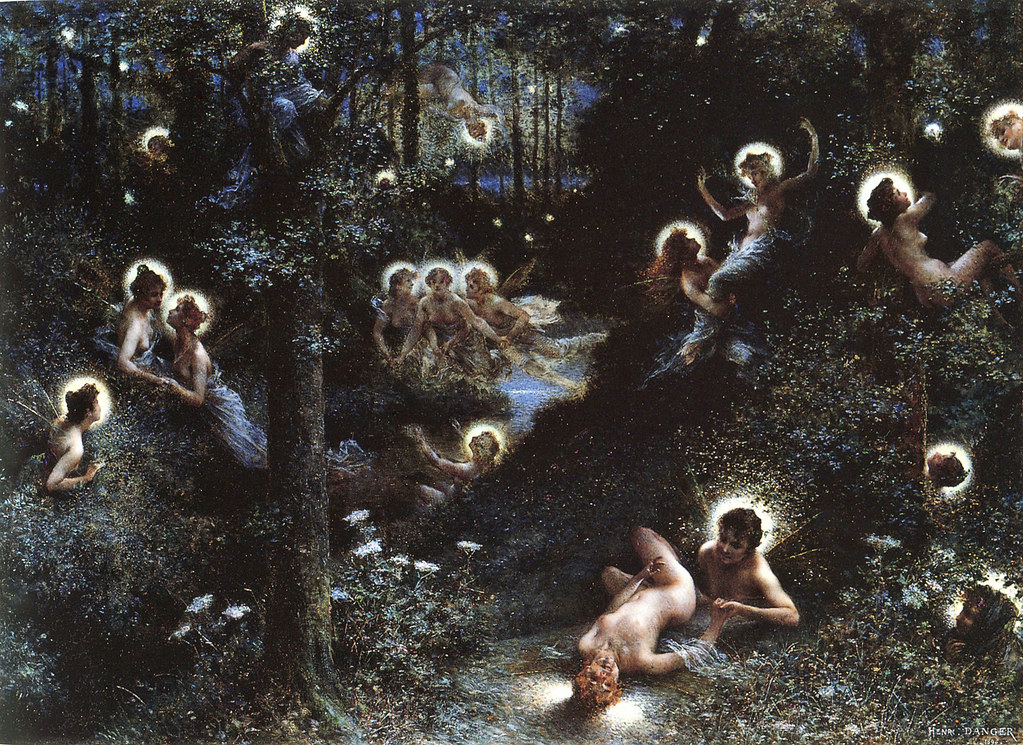
Духи леса, ок. 1896
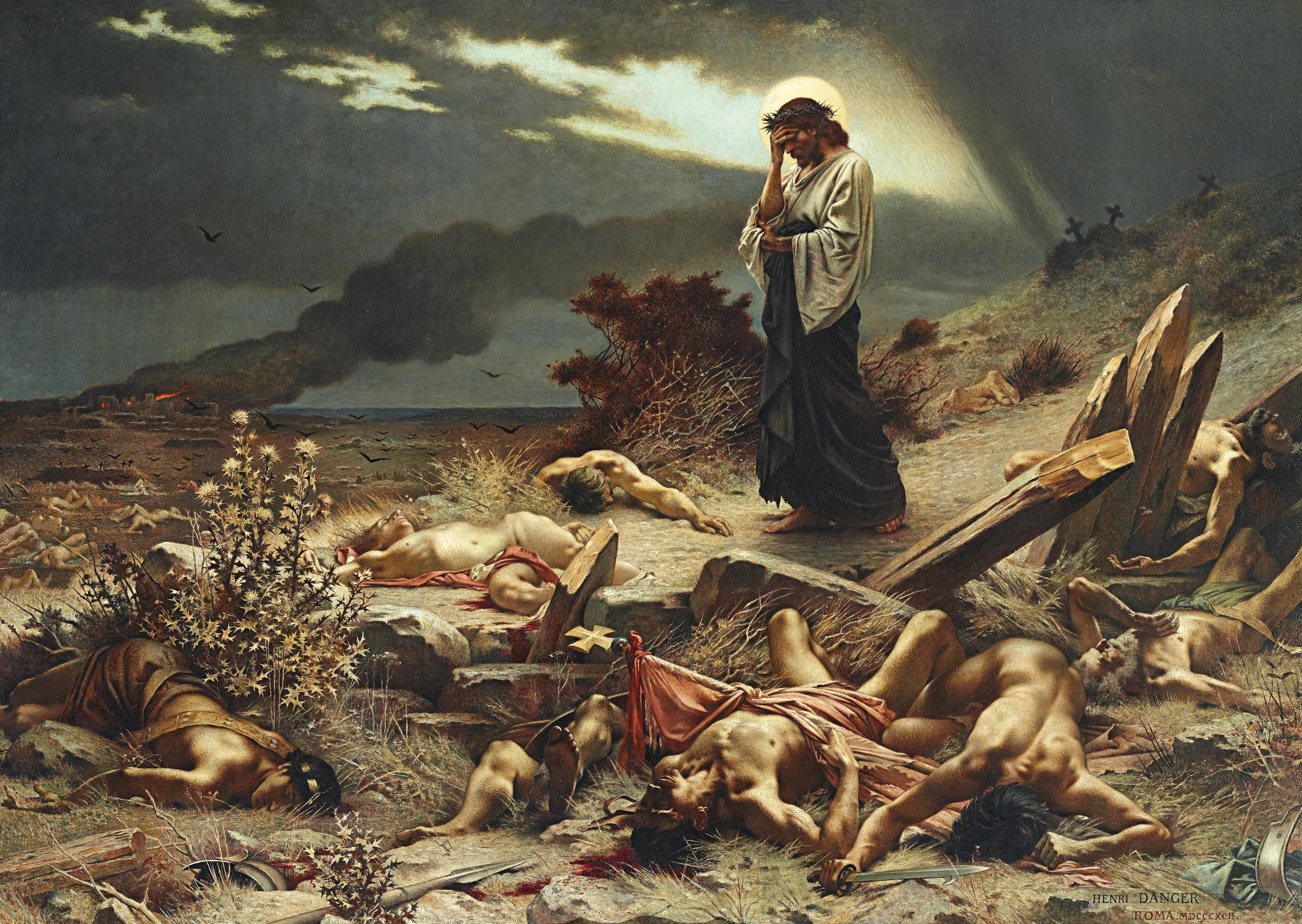
Нарушение заповеди (Возлюбили ли вы друг друга?), 1892.
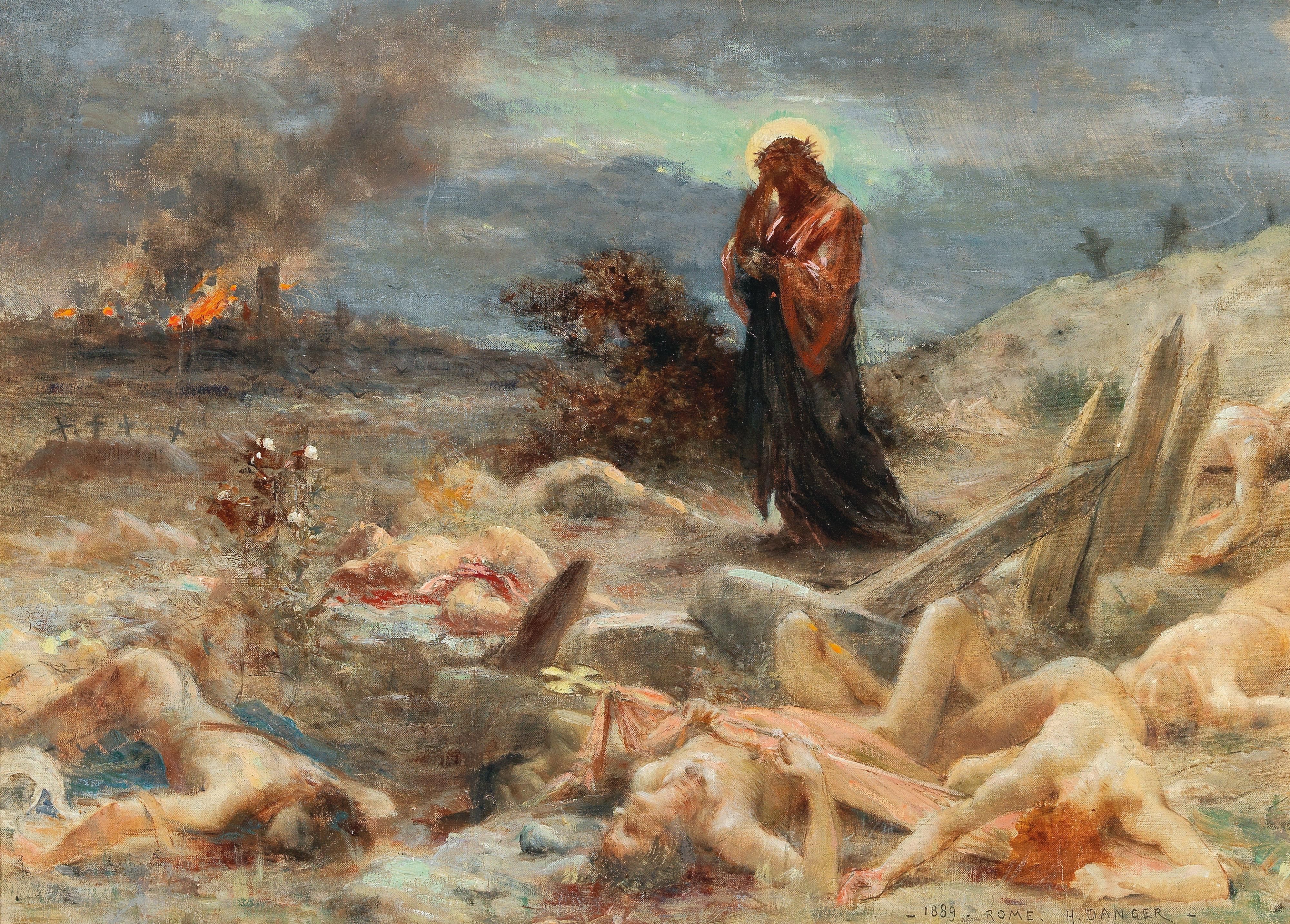
Нарушение заповеди (Возлюбили ли вы друг друга?). Подготовительный эскиз.
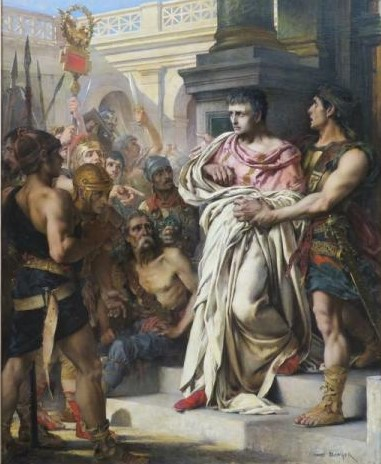
Клавдия провозглашают императором, 1886.